# Drienaald-geitenoog
Drienaald-geitenoog (Aegilops triuncialis, synoniemen: Aegilops squarrosa, Aegilops tauschii, Triticum tauschii) is een eenjarige plant, die behoort tot de grassenfamilie (Poaceae). Drienaald-geitenoog heeft 2n = 14 chromosomen. Het is een allotetraploid en een zelfbevruchter. Drienaald-geitenoog komt van nature voor in Afrika, in tropische en gematigde gebieden van Azië en in Europa. De plant is ingevoerd in de Verenigde Staten.
Uit de natuurlijke kruising van emmertarwe met Aegilops triuncialis is na verdubbeling van het aantal chromosomen de gewone tarwe en spelt ontstaan.

## Beschrijving

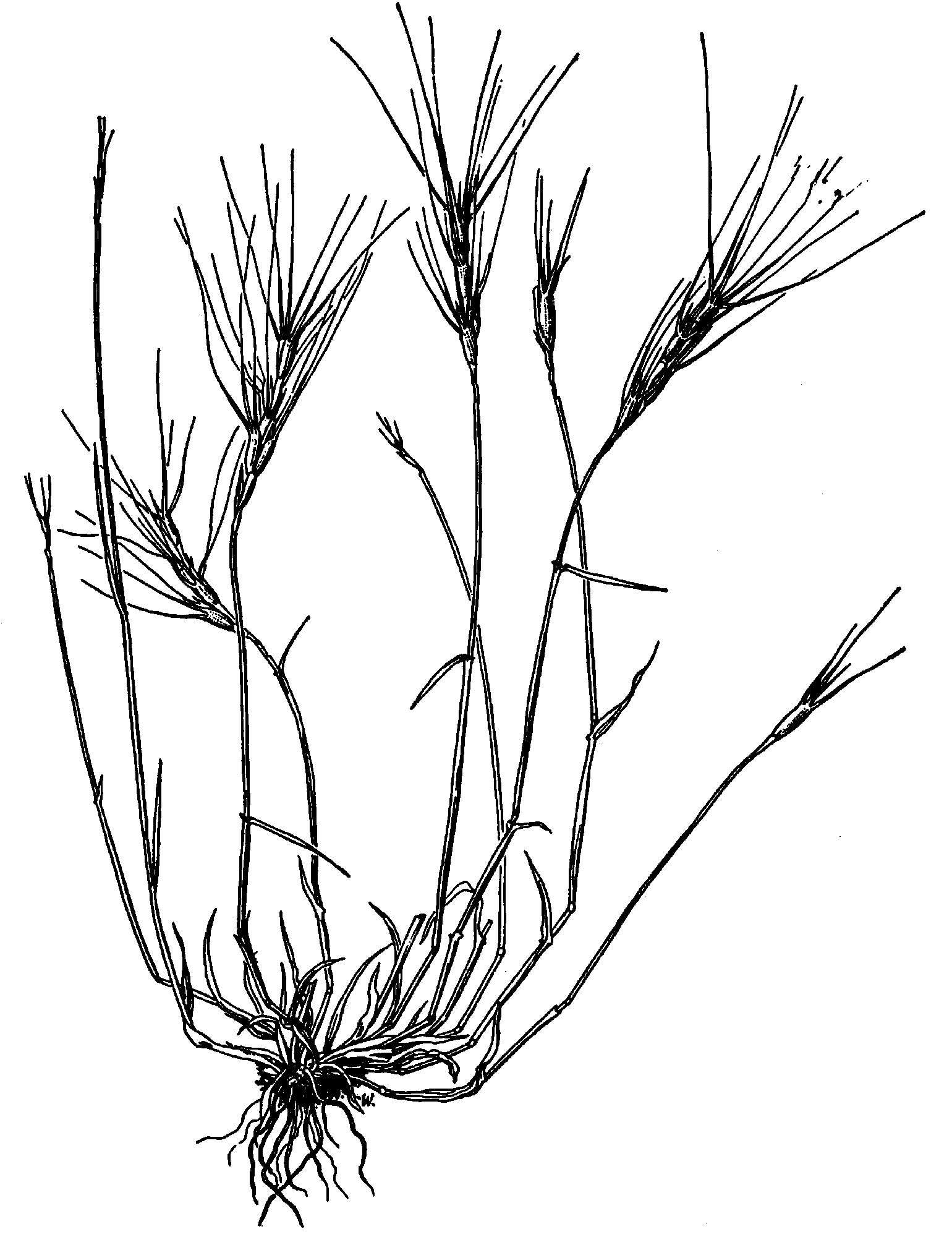
Tekening van een plant

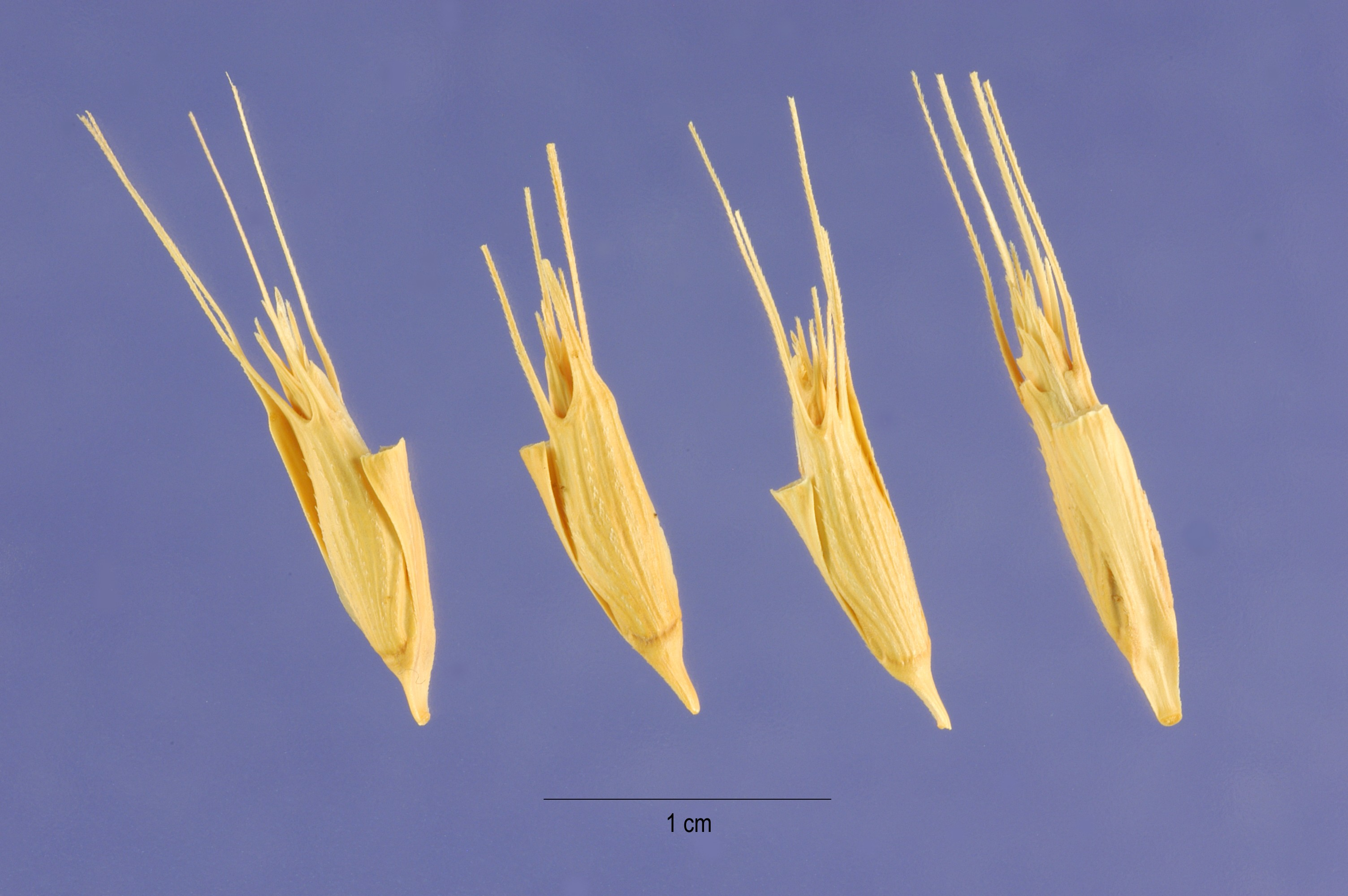
Ongepelde zaden uit Afghanistan

De pollenvormende plant wordt 30–40 cm hoog en heeft lijnvormige bladeren met een spitse top. Het ongeveer 0,8 mm lange tongetje is getand. De bladeren zijn verspreid bezet met witte haren.
De bloeiwijze is een 4–6 cm lange aar met vier tot zeven aartjes en aan de voet met twee of drie rudimentaire aartjes. Het zwak opgeblazen aartje bestaat uit drie of vier lichtgroene bloemen. De met witte haren bezette kelkkafjes hebben twee of drie kafnaalden; die van het topaartje zijn langer en breder dan van de zijaartjes. De kroonkafjes zijn ongeveer 10 mm lang. Het onderste kroonkafje is meestal lang getand of de middelste tand zwak genaald. De ongeveer 4 mm lange helmhokjes zijn wit. Elk aartje vormt twee zaden. De zaden blijven twee tot drie jaar in kiemrust, waarna ze kunnen kiemen en kunnen tot vijf jaar lang kiemkrachtig blijven.